# Denzel Washington

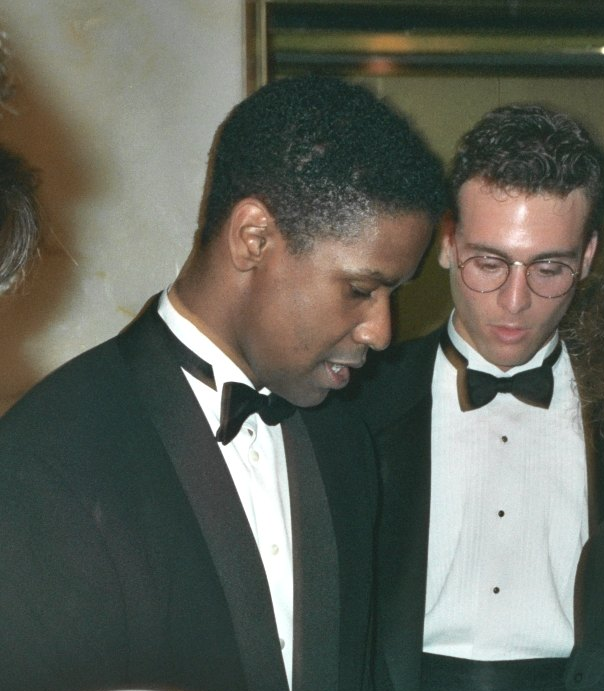
L'actor a la cerimònia dels Oscar de 1990

Denzel Washington (Mount Vernon (Nova York), 28 de desembre de 1954) és un actor i director americà, guanyador de dos Oscars.

## Biografia
Va néixer a Mount Vernon Nova York, Estats Units. Fill d'un pastor protestant i d'una propietària d'una botiga de bellesa, de jove els seus pares li van prohibir veure pel·lícules. Quan els seus pares es van separar, Washington va passar una etapa violenta, al final de la qual alguns dels seus amics van ser enviats a presó. La reacció de la seva mare a aquests problemes de comportament va ser enviar-lo a una escola preparatòria i, més tard, a Fordham University, on va descobrir l'actuació i va estudiar periodisme.
El primer paper va ser a una pel·lícula per la televisió (Wilma) de 1975. Mentre rodava aquesta pel·lícula va conèixer Pauletta Pearson, amb qui més endavant es casaria. Es donaria a conèixer quan va començar a protagonitzar la popular sèrie de televisió St. Elsewhere (A cor obert).
Va rebutjar papers a algunes pel·lícules d'acció, esperant un paper millor. El 1987 va fer de paladí antiapartheid sud-africà Steve Biko a la pel·lícula Cry Freedom de Richard Attenborough. El 1989 va guanyar l'Oscar al millor actor secundari per l'esclau desafiador de Temps de glòria. El 1990, Spike Lee li dona un paper a Mo' Better Blues, i el 1992 a Malcolm X. Va ser nominat a l'Oscar pel seu paper a aquesta pel·lícula.
Però és a L'informe Pelicà (amb Julia Roberts) i després a Filadèlfia (amb Tom Hanks) on Denzel Washington serà descobert pel gran públic. Fins al 1999 fa moltes pel·lícules de qualitat, i finalment Training day (al costat d'Ethan Hawke) li donarà l'Oscar al millor actor pel paper del policia corrupte Alonzo Harris.
Decideix passar a la direcció el 2003 amb Antwone Fisher, que conta la història d'un jove negre de la marina americana forçat a anar al psicòleg.

## Filmografia

### Actor
- 1977: Wilma
- 1979: Coriolanus de Wilford Leach
- 1979: Flesh & Blood (TV) de Jud Taylor
- 1981: Digue'm Sr. Charly (Carbon Copy) de Michael Schultz
- 1982: St. Elsewhere (TV)
- 1984: Licence to Kill (TV) de Jud Taylor
- 1984: Història d'un soldat (A Soldier's Story) de Norman Jewison
- 1986: Poder (Power) de Sidney Lumet
- 1986: Hard Lessons d'Eric Laneuville
- 1987: Baka: The People of the Rainforest (TV) de Phil Agland
- 1987: Cry Freedom de Richard Attenborough
- 1989: Per la reina i per la pàtria (For Queen and Country) de Martin Stellman
- 1989: Temps de glòria d'Edward Zwick
- 1989: El poderós Quinn (The Mighty Quinn) de Carl Schenkel
- 1990: Black Ghost (Heart Condition) de James D. Parriot
- 1990: Mo' Better Blues de Spike Lee
- 1991: Mississippi Masala de Mira Nair
- 1991: Ricochet de Russell Mulcahy
- 1992: Malcolm X de Spike Lee
- 1993: L'informe Pelicà (The Pelican Brief) d'Alan Pakula
- 1993: Filadèlfia de Jonathan Demme
- 1993: Molt soroll per no res (Much Ado About Nothing) de Kenneth Branagh
- 1995: El diable amb un vestit blau (Devil in a Blue Dress) de Carl Franklin
- 1995: Virtuosity de Brett Leonard
- 1995: Marea roja (Crimson Tide) de Tony Scott
- 1996: Courage Under Fire d'Edward Zwick
- 1996: La dona del predicador (The Preacher's Wife) de Penny Marshall
- 1998: Fallen de Gregory Hoblit
- 1998: He Got Game de Spike Lee
- 1999: El col·leccionista d'ossos (The Bone Collector) de Phillip Noyce
- 1999: The Hurricane de Norman Jewison
- 2000: Remember The Titans
- 2001: Training day: dia d'entrenament d'Antoine Fuqua
- 2002: John Q de Nick Cassavetes
- 2003: Antwone Fisher (també la va dirigir)
- 2004: Contra rellotge (Out of Time) de Carl Franklin
- 2004: Man on Fire de Tony Scott
- 2004: The Manchurian Candidate de Jonathan Demme
- 2006: Inside Man de Spike Lee
- 2006: Déjà Vu de Tony Scott
- 2007: American Gangster de Ridley Scott
- 2007: The Great Debaters (també la va dirigir)
- 2009: Assalt al tren Pelham 1, 2, 3 de Walter Garber
- 2010: El llibre d'Eli
- 2010: Unstoppable
- 2012: Safe House
- 2012: Flight
- 2013: 2 Guns
- 2014: L'equalitzador (The Equalizer)
- 2016: Els set magnífics
- 2017: Roman J. Israel, Esq.
- 2018: The Equalizer 2
- 2021: The Little Things
- 2021: The Tragedy of Macbeth
- 2023: The Equalizer 3

### Director
- 2003: Antwone Fisher
- 2007: The Great Debaters
- 2016: Fences
- 2021: A Journal for Jordan

## Premis i nominacions

### Oscar
| Any  | Categoria              | Pel·lícula                      | Resultat  |
| ---- | ---------------------- | ------------------------------- | --------- |
| 1988 | Millor actor secundari | Cry Freedom                     | Nominat   |
| 1990 | Millor actor secundari | Temps de glòria                 | Guanyador |
| 1993 | Millor actor           | Malcolm X                       | Nominat   |
| 2000 | Millor actor           | The Hurricane                   | Nominat   |
| 2002 | Millor actor           | Training day: dia d'entrenament | Guanyador |
| 2013 | Millor actor           | Flight                          | Nominat   |
| 2017 | Millor pel·lícula      | Fences                          | Nominat   |
| 2017 | Millor actor           | Fences                          | Nominat   |
| 2018 | Millor actor           | Roman J. Israel, Esq.           | Nominat   |
| 2022 | Millor actor           | The Tragedy of Macbeth          | Nominat   |

### Premi Globus d'Or
| Any  | Categoria              | Pel·lícula                      | Resultat  |
| ---- | ---------------------- | ------------------------------- | --------- |
| 1987 | Millor actor dramàtic  | Cry Freedom                     | Nominat   |
| 1989 | Millor actor secundari | Temps de glòria                 | Guanyador |
| 1992 | Millor actor dramàtic  | Malcolm X                       | Nominat   |
| 1999 | Millor actor dramàtic  | The Hurricane                   | Guanyador |
| 2001 | Millor actor dramàtic  | Training Day: dia d'entrenament | Nominat   |
| 2008 | Millor actor dramàtic  | American Gangster               | Nominat   |
| 2012 | Millor actor dramàtic  | Flight                          | Nominat   |
| 2017 | Millor actor dramàtic  | Fences                          | Nominat   |
| 2018 | Millor actor dramàtic  | Roman J. Israel, Esq.           | Nominat   |
| 2022 | Millor actor dramàtic  | The Tragedy of Macbeth          | Nominat   |

### Festival Internacional de Cinema de Berlín
| Any  | Categoria    | Pel·lícula    | Resultat  |
| ---- | ------------ | ------------- | --------- |
| 1992 | Millor actor | Malcolm X     | Guanyador |
| 1999 | Millor actor | The Hurricane | Guanyador |